# Ласег, Эрнест Шарль
Эрнест Шарль Ласег (фр. Ernest-Charles Lasègue; 1816—1883) — французский врач, описал симптом, известный сегодня как симптом Ласега. В 1847 году он закончил своё медицинское образование в Париже. В 1848 году французское правительство направило его на юг России с целью изучения эпидемии холеры. После своего возвращения во Францию он вернулся к практике в больнице Сальпетриер, и Неккера. Ассистентом Шарля Ласега в больнице Сальпетриер стал Бенджамин Болл, будущий профессор психической медицины Парижского факультета. 
В 1869 году Эрнест Шарль Ласег стал профессором медицины в Больнице Неккера.